# 폴 E. 제이컵스
폴 E. 제이컵스(Paul E. Jacobs, 1962년 10월 30일~)는 현재 퀄컴의 최고 경영자(CEO)이다. 퀄컴의 창업자인 어윈 M. 제이콥스의 셋째 아들이다.

## 학력
폴 E. 제이컵스는 캘리포니아 대학교 버클리에서 1984년 전기 공학과 컴퓨터 과학 학사 학위, 1986년 컴퓨터 공학 석사 학위, 1989년 전기 공학과 컴퓨터 과학 박사 학위를 받았다.

## 경력
폴 E. 제이컵스는 1990년 퀄컴의 무선 기술 개발 그룹에서 엔지니어로 일을 시작했다. 2001년 7월부터는 퀄컴 무선 & 인터넷 그룹의 사장으로 근무했다. 2005년 7월~2018년 3월까지 퀄컴의 최고 경영자로 일하고 있었다.

## 보수
폴 E. 제이컵스는 2008년 퀄컴의 CEO로 기본급 $1,112,218, 현금 보너스 $2,909,000, 옵션 $14,021,335 등을 합쳐 총 $18,567,015를 벌었다.

## 같이 보기
- 퀄컴